# 3847 Шіндель
3847 Шіндель (3847 Šindel) — астероїд головного поясу, відкритий 16 лютого 1982 року.
Тіссеранів параметр щодо Юпітера — 3,202.